# 기 (음식)
기(힌디어: घी; 벵골어: ঘি; 구자라트어: ઘી; 우르두어: گھی, 영어: ghee)는 인도 요리 및 인도 아대륙의 여러 지역 요리에서 사용하는 정제버터이다.

## 이름
기는 그리탐(산스크리트어: घृतम्), 기우(네팔어: घिउ; 펀자브어: ਘਿਉ), 기텔(싱할라어: ගිතෙල්), 네이(말라얄람어: നെയ്യ്; 타밀어: நெய்; 텔루구어: నెయ్యి), 투파(칸나다어: ತುಪ್ಪ; 마라티어: तूप) 등 여러 이름으로 불린다.

## 사진 갤러리

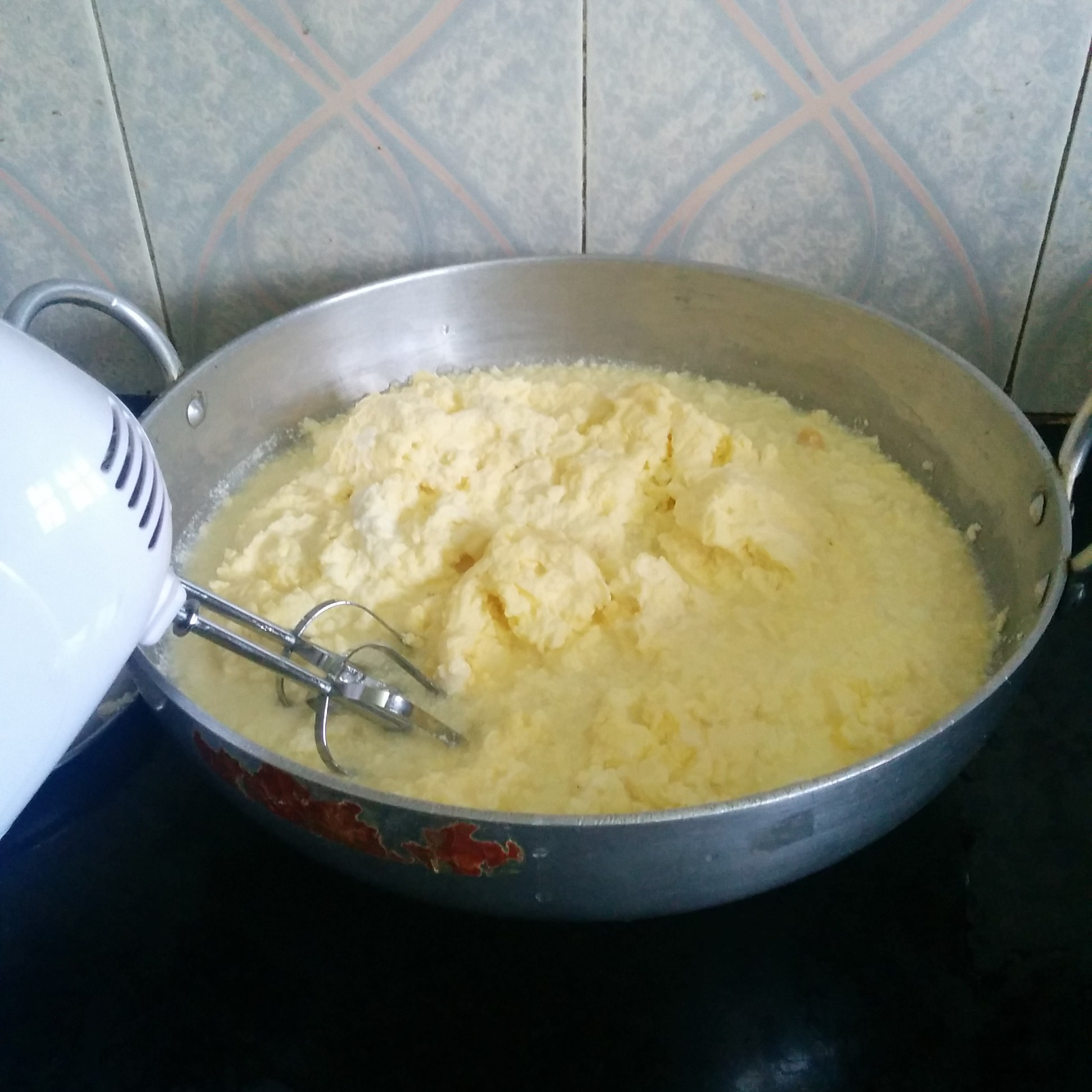
기 만들기
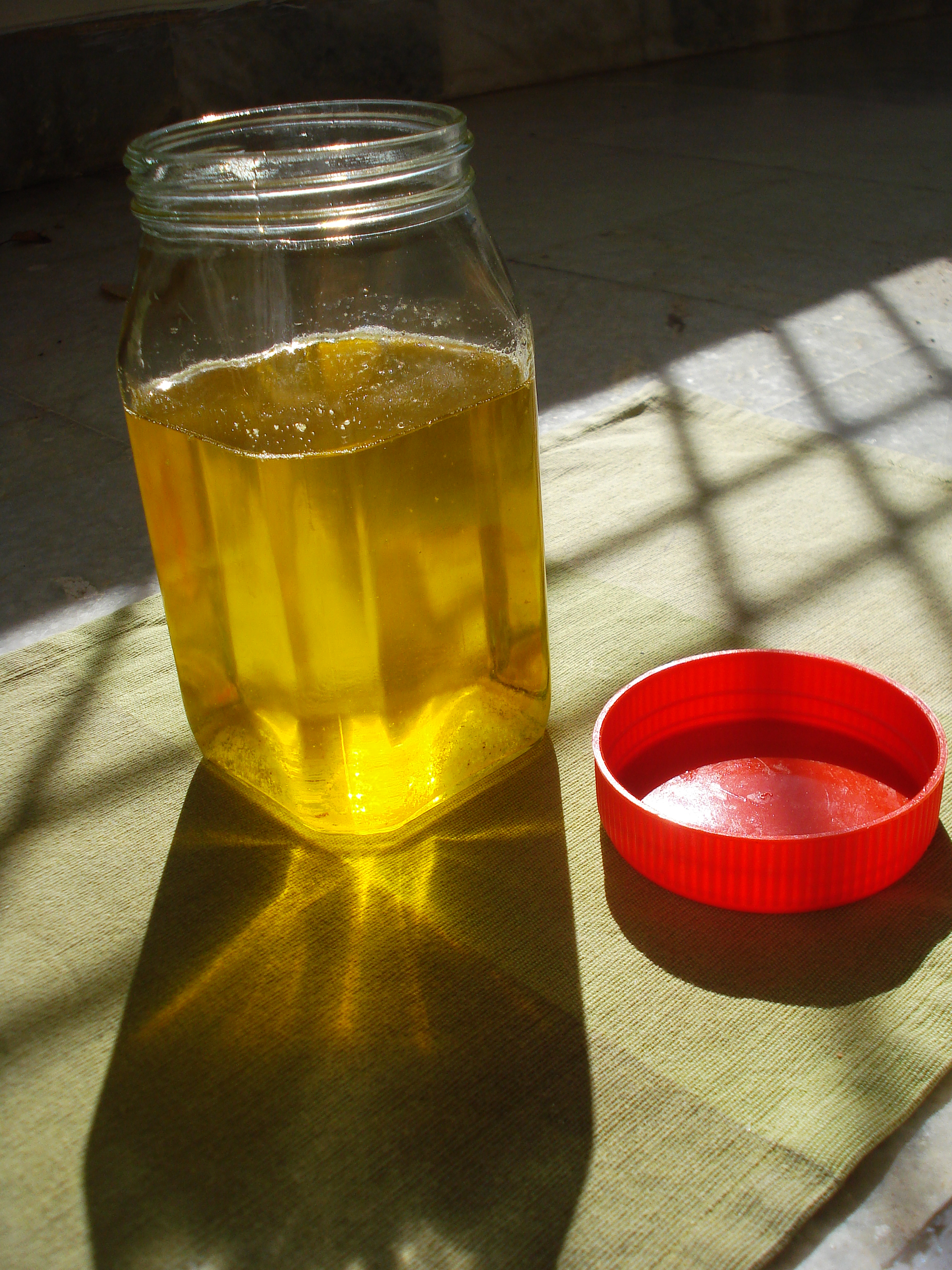
갓 만든 기
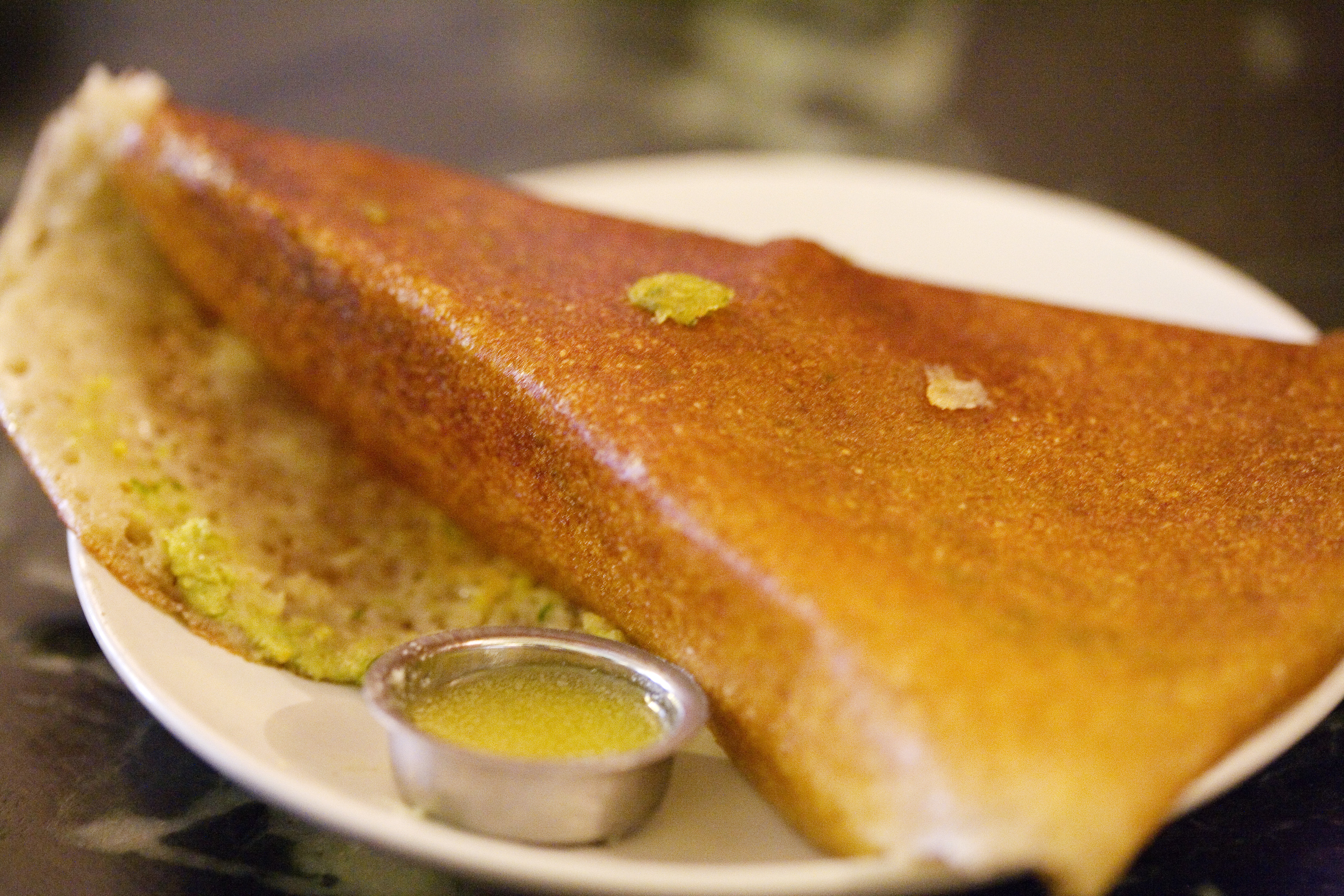
도사와 기
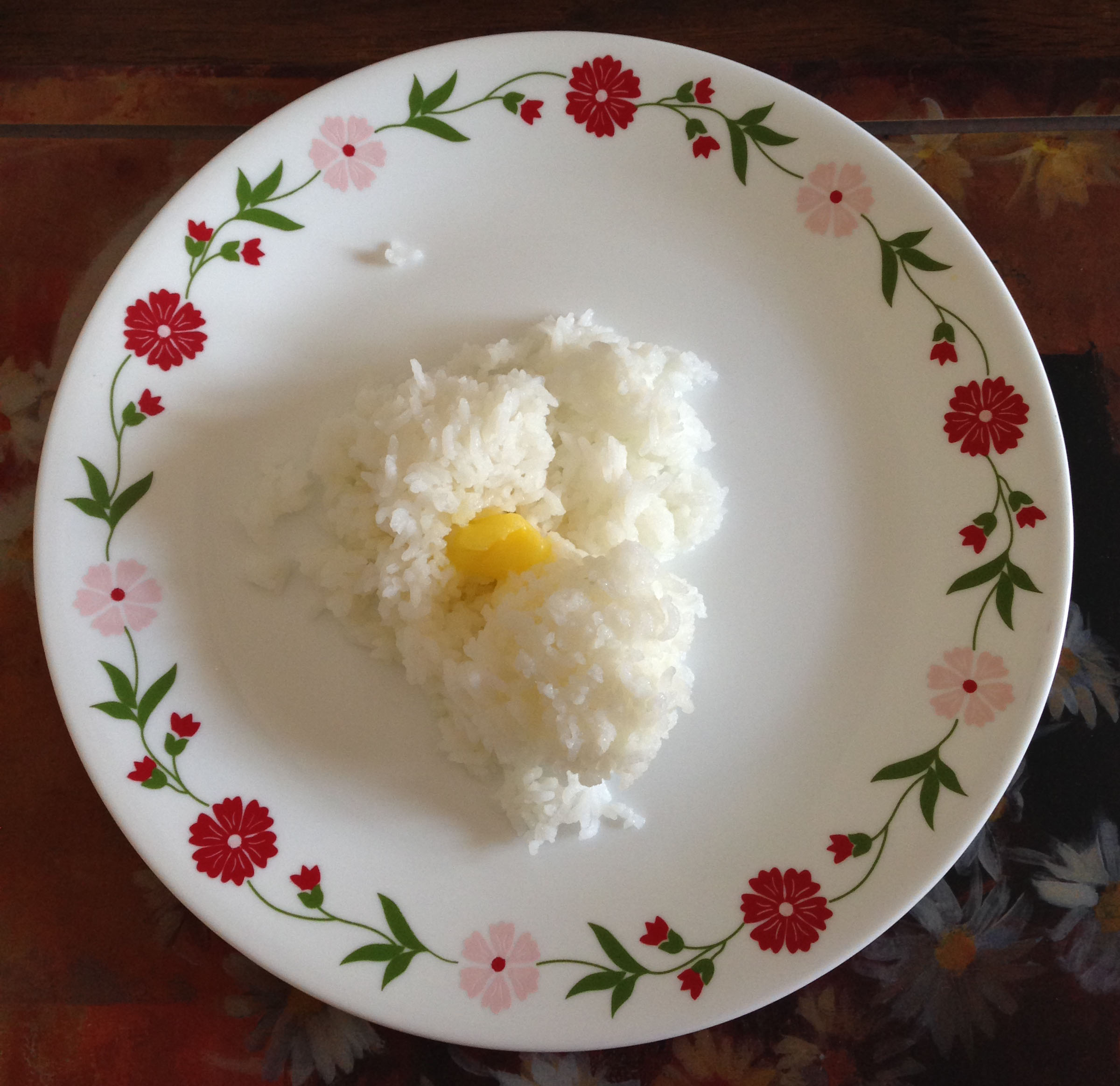
쌀밥과 기

## 같이 보기
- 느뜨르 끄베
- 스믄

1. ↑  National Academies of Sciences, Engineering, and Medicine; Health and Medicine Division; Food and Nutrition Board; Committee to Review the Dietary Reference Intakes for Sodium and Potassium (2019). 〈Chapter 4: Potassium: Dietary Reference Intakes for Adequacy〉.   Oria, Maria; Harrison, Meghan; Stallings, Virginia A. 《Dietary Reference Intakes for Sodium and Potassium》. The National Academies Collection: Reports funded by National Institutes of Health. Washington, DC: National Academies Press (US). 120–121쪽. doi:10.17226/25353. ISBN 978-0-309-48834-1. PMID 30844154. 2024년 12월 5일에 확인함.
2. ↑  United States Food and Drug Administration (2024). “Daily Value on the Nutrition and Supplement Facts Labels”. 《FDA》. 2024년 3월 27일에 원본 문서에서 보존된 문서. 2024년 3월 28일에 확인함.